# Set the World on Fire (альбом Annihilator)
Set the World on Fire — третий студийный альбом канадской группы Annihilator, выпущенный 24 августа 1993 года на лейблах Roadrunner Records и Epic Records. В 2009 году альбом был переиздан на лейблах Metal Mind Productions (Европа) и MVD (США) ограниченным тиражом в 2000 копий.

## Список композиций
| №   | Название                | Текст песни               | Музыка                           | Длительность |
| --- | ----------------------- | ------------------------- | -------------------------------- | ------------ |
| 1.  | «Set the World on Fire» | Джефф Уотерс, Кобурн Фарр | Уотерс                           | 4:30         |
| 2.  | «No Zone»               | Уотерс                    | Уотерс, Уэйн Дарли, Рэй Хартманн | 2:47         |
| 3.  | «Bats in the Belfry»    | Уотерс, Фарр              | Уотерс, Хартманн                 | 3:37         |
| 4.  | «Snake in the Grass»    | Уотерс                    | Уотерс                           | 4:55         |
| 5.  | «Phoenix Rising»        | Ральф Мерфи               | Уотерс                           | 3:47         |
| 6.  | «Knight Jumps Queen»    | Уотерс                    | Уотерс                           | 3:46         |
| 7.  | «Sounds Good to Me»     | Уотерс                    | Уотерс                           | 4:18         |
| 8.  | «The Edge»              | Мерфи                     | Уотерс                           | 2:56         |
| 9.  | «Don’t Bother Me»       | Уотерс, Фарр              | Нейл Голдберг, Уотерс            | 3:23         |
| 10. | «Brain Dance»           | Уотерс, Фарр              | Уотерс                           | 4:51         |

| №   | Название                | Текст песни  | Музыка | Длительность |
| --- | ----------------------- | ------------ | ------ | ------------ |
| 11. | «Hell Bent for Leather» | Гленн Типтон | Типтон | 2:54         |

| №   | Название                            | Текст песни | Музыка | Длительность |
| --- | ----------------------------------- | ----------- | ------ | ------------ |
| 11. | «Hell Bent for Leather»             | Типтон      | Типтон | 2:54         |
| 12. | «Phoenix Rising» (Acoustic Version) | Мерфи       | Уотерс | 4:09         |

## Участники записи
Участники группы
- Аарон Рэнделл — вокал
- Джефф Уотерс — гитара, бас-гитара, продюсер, микширование в Little Mountain Sound Studios, Ванкувер
- Нейл Голдберг — гитара, бас-гитара на «Don’t Bother Me»
- Уэйн Дарли — бас-гитара (не в альбоме)
- Майк Манджини — ударные

Приглашённые музыканты
- Рэй Хартманн — ударные в «Snake in the Grass» и «Sounds Good to Me»
- Рик Федик — ударные в «Phoenix Rising»
- Джон Уэбстер — клавишные в «Phoenix Rising»
- Марк Лафранс и Дэвид Стил — бэк-вокал в «Phoenix Rising»
- Норм Гордон — бэк-вокал в «Brain Dance»
- Кобурн Фарр — тексты песен
- The Annihilettes — бэк-вокал в «Knight Jumps Queen» и «Brain Dance»

Технический персонал
- Пол Блейк — звукоинженер, микшер
- Макс Норман, Билл Бакинхем, Стив Ройи — звукоинженеры
- Рэнди Стааб — микширование композиции «Phoenix Rising» на Warehouse Studios, Ванкувер
- Эдди Шрейер — мастеринг на Future Disc, Голливуд, Калифорния

## Позиции в чартах
| Чарт (1993)                   | Позиция |
| ----------------------------- | ------- |
| Германия (Offizielle Top 100) | 79      |
| Japanese Albums Chart         | 47      |